# Boletus illudens
Boletus illudens es una especie de hongo Bolete en la familia Boletaceae. Descrito como nuevo para la ciencia en 1898, se encuentra en Asia y América del Norte, donde crece en una asociación micorrícica con el roble.

## Taxonomía
La especie fue descrita científicamente por primera vez por Charles Horton Peck en 1898. Rolf Singer lo transfirió al género Xerocomus en 1946. Aunque algunos micólogos prefieren mantener al Xerocomus como un género separado, las autoridades taxonómicas generalmente abultan a Xerocomus junto a Boletus.

## Hábitat y distribución
Boletus illudens es un hongo micorrizo que forma asociaciones mutuamente beneficiosas con el roble. Sus cuerpos frutales crecen solos, en grupos dispersos, o en el suelo, en bosques de roble o de pino-encino. La fructificación se produce a partir de julio hasta octubre. En América del Norte, su distribución se extiende desde el este de Canadá al sur de Carolina del Sur, y al oeste con Alabama y Minnesota. También se ha registrado en la India, de Forest Ramna en el distrito de Burdwan de Bengala Occidental, y en la cordillera de Himalaya.